# Komunitní rady Manhattanu
Komunitní rady Manhattanu (Community Boards of Manhattan) jsou místní samosprávné jednotky na Manhattanu v New Yorku. Každá z 12 komunitních rad se skládá z padesáti neplacených členů. Nemají žádná administrativní práva, ale mohou prezentovat požadavky podle potřeb komunity městské samosprávě. Neexistuje žádná záruka, že požadavky budou schváleny, nejzávažnější problémy jsou ovšem samosprávou řešeny v maximální možné míře. Každá rada se skládá z menších oblastí nebo částí.
Jednotlivými komunitními radami jsou:
- Komunitní rada Manhattanu 1
- Komunitní rada Manhattanu 2
- Komunitní rada Manhattanu 3
- Komunitní rada Manhattanu 4
- Komunitní rada Manhattanu 5
- Komunitní rada Manhattanu 6
- Komunitní rada Manhattanu 7
- Komunitní rada Manhattanu 8
- Komunitní rada Manhattanu 9
- Komunitní rada Manhattanu 10
- Komunitní rada Manhattanu 11
- Komunitní rada Manhattanu 12